# Список лунных кратеров, Я
| Кратер   | Латинское название | Диаметр   | Эпоним                                   | Год утверждения МАС |
| -------- | ------------------ | --------- | ---------------------------------------- | ------------------- |
| Яблочков | Yablochkov         | 101,49 км | Павел Николаевич Яблочков (1847—1894)    | 1970                |
| Якоби    | Jacobi             | 66,28 км  | Карл Якоби (1804—1851)                   | 1935                |
| Яковкин  | Yakovkin           | 35,92 км  | Авенир Александрович Яковкин (1887—1974) | 1985                |
| Ямамото  | Yamamoto           | 77,46 км  | Иссэй Ямамото (1889—1959)                | 1970                |
| Ян       | Ian                | 1,51 км   | Шотландское мужское имя                  | 1976                |
| Янгель   | Yangelʹ            | 7,87 км   | Михаил Кузьмич Янгель (1911—1971)        | 1983                |
| Янсен    | Jansen             | 24,21 км  | Захарий Янсен (1580- ок.1638)            | 1935                |
| Янский   | Jansky             | 73,77 км  | Карл Янский (1905—1950)                  | 1964                |
| Ярвис    | Jarvis             | 41,22 км  | Грегори Брюс Джарвис (1944—1986)         | 1988                |